# Nordické brusle

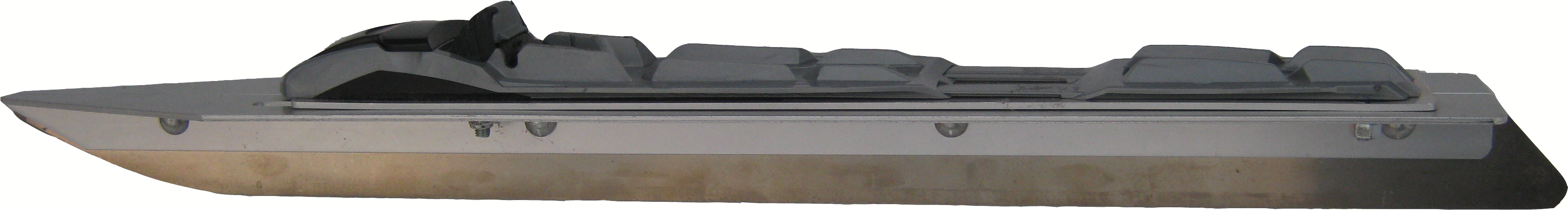
Nordická brusle

Nordické brusle jsou druh rychlobruslí, které kombinují hokejové brusle s běžeckými lyžemi. Ostré nože v kombinaci s běžeckým vázáním tvoří lehký a elegantní model brusle. Nordické brusle jsou vyrobeny z kvalitní švédské nerezové oceli. Běžecké vázání SNS (Salomon Nordic System od francouzského výrobce Salomon) a NNN (New Nordic Norm od norské firmy Rottefella) zajišťují pohodlí a rychlost manipulace. Nordická brusle je s botou připevněna za špičku, což umožňuje snadnou manipulaci a dosažení vysokých rychlostí podobně jako u profesionálních rychlobruslí. Nordické brusle slouží hlavně k celodenním výletům po zamrzlých nádržích.

## Bezpečnost
Při bruslení na přírodním ledě je povinností mít u sebe bezpečnostní vybavení jako jsou ocelové bodce a železný hrot připevněný na tyči pro měření ledu. Bez těchto pomůcek se každý bruslař vystavuje riziku utonutí. Minimální tloušťka ledu pro bruslení je 7cm.

## Výrobci
Mezi hlavní výrobce nordických bruslí patří firmy Lundhags, Excelsior, Zandstra.